# 金英才 (神学者)

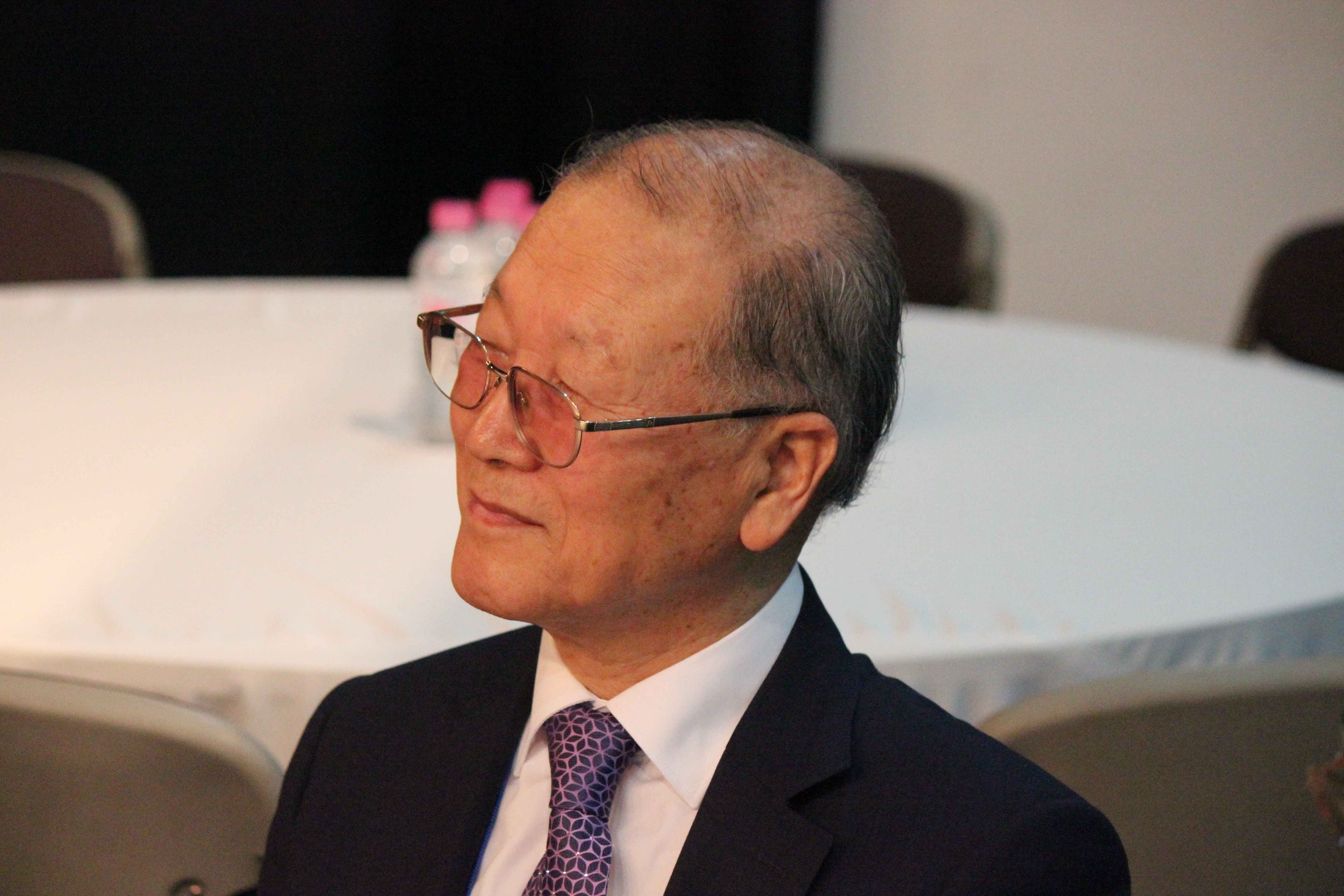
2017年以前

金 英才（キム・ヨンジェ、朝鮮語: 김영재、1935年5月22日 - ）は、大韓民国の神学者。

## 経歴
慶尚南道馬山（現・昌原市）に次男として誕生。ソウル大学校、クリフトン大学、ヴッパータール神学校（現・ヴッパータール・ベーテル神学大学）、フィリップ大学マールブルクで修学、『韓国協会とカルヴァン主義の伝統』で博士号取得。
1983年から1986年まで総神大学校神学大学院で歴史神学の教授として在職。
1990年より合同神学大学院大学校で歴史神学の教授を務めた。著書・訳書多数。